# Marenzelleria arctia
Marenzelleria arctia är en ringmaskart som först beskrevs av Chamberlin 1920.  Marenzelleria arctia ingår i släktet Marenzelleria och familjen Spionidae. Arten har ej påträffats i Sverige. Inga underarter finns listade i Catalogue of Life.